# 叙利亚共产党
叙利亚共产党（羅馬化：Al-Hizb Al-Shuyū'ī Al-Sūrī）是叙利亚历史上的一个共产主义政党，成立於1944年。於1972年成为敘利亞全國進步陣線成员。1973年年底因政治路線不同分為以總書記哈立德·巴格達什為首和以政治局委員亞德·圖爾克為首的兩派。1980年5月通過新的黨綱。1986年，该党分裂为叙利亚共产党（巴格达什派）和叙利亚共产党（费萨尔派）。

## 成立
1924年，敘利亞和黎巴嫩共產黨在貝魯特成立。成立不久即遭到鎮壓，之後經過一系列鬥爭獲得正常的公開活動。1936年，30年代加入共產主義小組的哈立德·巴格達什從东方劳动者共产主义大学返回大馬士革後，改組敘利亞和黎巴嫩共產黨并成為黨的書記。

## 發展
該黨參加了抵制維希法國和自由法國殖民敘利亞的運動。1944年，敘利亞和黎巴嫩的黨組織開始獨立運作。巴格達什提出將反對把敘利亞交付法國託管作為黨的民族獨立運動重要組成部份。該黨採取包容和實事求是的路線作為黨的政策，而不是採取通常激進的列寧主義作為黨的政策。該黨團結了多數的工人階級、知識份子和庫爾德人。
1954年，在該年的敘利亞議會選舉中，敘利亞－黎巴嫩共產黨贏得大馬士革選區所在的一個席位并成為首個存在于阿拉伯國家議會內的共產黨。該黨對賈邁勒·阿卜杜－納賽爾提出的埃及、敘利亞聯合的提議態度比較謹慎。
1970年，哈菲茲·阿薩德上臺後表示，在可控的政治環境下實現多元化的人民民主。1972年，叙利亚复兴党主导的全國進步陣線成立，该党加入該政治聯盟。
1980年代初，敘利亞政府宣佈了對敘利亞共產黨的禁令。該黨許多活動受到限制並被安全部門嚴密監視，敘利亞共產黨出版的《人民鬥爭》和《光明》刊物受到嚴重影響。1986年，由於敘利亞政府與蘇聯的良好關係，對敘利亞共產黨的禁令解除。同年，巴格達什和副書記優素福·費薩爾就戈爾巴喬夫的改革與開放政策產生了嚴重分歧，並導致该党分裂为叙利亚共产党（巴格达什派）和叙利亚共产党（费萨尔派）。分裂的兩黨仍各自以“敘利亞共產黨”的名稱加入全國進步陣線。